# Tammiku (Järva)
Tammiku (Duits: Tammik) is een plaats in de Estlandse gemeente Järva, provincie Järvamaa. De plaats heeft de status van dorp (Estisch: küla).
Tot in oktober 2017 behoorde Tammiku tot de gemeente Koeru. In die maand ging Koeru op in de fusiegemeente Järva.

## Bevolking
Het dorp had 12 inwoners op 31 december 2011 en 13 inwoners op 31 december 2021.

## Geschiedenis
Tammiku werd in 1686 voor het eerst genoemd onder de naam Tamiko, een dorp op het landgoed van Erwita (Ervita). In 1726 stond het dorp bekend als Tammick en in 1796 als Tamik. In 1851 werd het verkocht aan het landgoed Arroküll (Aruküla). In 1853 kreeg Tammik de status van ‘semi-landgoed’ (Duits: Beigut, Estisch: poolmõis) onder Arroküll. In 1881 werd die status opgeheven en viel Tammik rechtstreeks onder Arroküll.
Na 1920 was Tammiku een nederzetting. In 1977 werd die bij het buurdorp Kalitsa gevoegd. In 1997 werd Tammiku weer zelfstandig, nu als dorp.